# Saint-Gervais-d’Auvergne
Saint-Gervais-d’Auvergne település Franciaországban, Puy-de-Dôme megyében. Lakosainak száma 1226 fő (2022. január 1.). Saint-Gervais-d’Auvergne Ayat-sur-Sioule, Châteauneuf-les-Bains, Gouttières, Queuille, Sainte-Christine, Saint-Priest-des-Champs, Sauret-Besserve és Vitrac községekkel határos.

## Népesség
A település népessége az elmúlt években az alábbi módon változott:
| Lakosok száma | 1310 | 1318 | 1448 | 1340 | 1307 | 1273 | 1239 | 1231 | 1226 |
|               | 2013 | 2015 | 2016 | 2017 | 2018 | 2019 | 2020 | 2021 | 2022 |